# 5α-二氢皮质酮
5α-二氢皮质酮（缩写5α-DHC，也称为11β,21-二氢-5α-孕烷-3,20-二酮）是一种天然有机化合物，化学式C21H31O4，为一种内源性的糖皮质甾体激素和神经甾体，由5α還原酶催化皮质酮生成。